# Tanaecia coelebs
Tanaecia coelebs är en fjärilsart som beskrevs av Corbet 1941. Tanaecia coelebs ingår i släktet Tanaecia och familjen praktfjärilar. Inga underarter finns listade i Catalogue of Life.